# Danaë (Klimt)
Danaë is een schilderij van de Oostenrijkse kunstschilder Gustav Klimt uit 1907-1908. Het wordt gezien als een verbeelding van de narcistische vrouwelijke seksualiteit in de persoon van Danaë.
Het werk behoort tot de collectie-Dichand en was tot 1995 ondergebracht in Galerie Würthle te Wenen. Het werd in 2008 voor het laatst voor het publiek tentoongesteld, ter gelegenheid van een Klimt-tentoonstelling in de Weense Belvedere.

## Thema
De mythe van Danaë, moeder van Perseus, die door Zeus bevrucht werd in de gedaante van een gouden regen, is een door de eeuwen heen veel gekozen thema in de kunstgeschiedenis. Schilders als Titiaan, Rembrandt en Gentileschi legden haar vast op het witte doek. Klimt was bekend met een versie van Titiaan in het Weense Kunsthistorisches Museum. Hij transformeerde het thema naar een vorm die zijn stijl van werken bij uitstek typeert. Nagenoeg alle attributen die refereren aan de inhoudelijkheid van het verhaal, te zien als het vergankelijke, zijn verwijderd en in plaats daarvan legt hij het beeld van de bevruchting vast als een uniek en tijdloos moment. Het is te zien als een uitdrukking van het jugendstil-motief van de "oervruchtbaarheid" en zijn obsessie voor een op zichzelf staande, puur vrouwelijke seksualiteit.

## Uitwerking en interpretatie

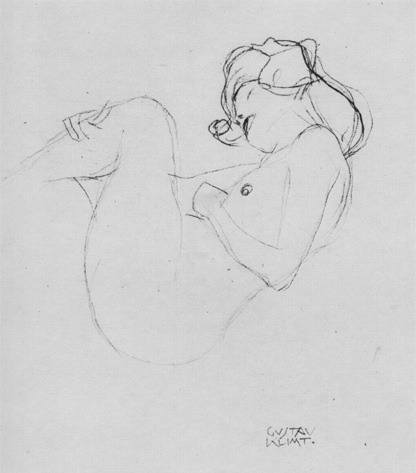
Studie, 1905. Klimt maakte veel studies voor het schilderij.

Feitelijk wordt de gehele compositie in dienst gesteld van de vrouwelijke seksualiteit. De ronde contouren en de bladgouden ornamenten benadrukken haar seksuele beleving, eens te meer versterkt door het vervormende perspectief het lichaam, met de weelderige dijen. Tegelijkertijd scheppen de ornamenten afstand. "De gouden regen die Danaës omgevormde lichaam binnenglijdt verleent dit oeroude motief tot iets heiligs, alsof het aan deze wereld is ontstegen", schrijft Klimt-kenner Karl Kraus: "Het volbrengt datgene wat een mannelijke partner nooit zou kunnen: het verandert het vlees in een kunstwerk. Erotiek wordt tot icoon". Het werk verbeeld de volledige autonome vrouwelijkheid. De afstand die hij schept door stilering en vervorming staat volledig in dienst van deze zelfstandigheid. Die afstand en de benadrukking van het ornamentele, maakte uiteindelijk ook dat de erotiserende manier waarop hij naakten als Danaë weergaf uiteindelijk gewoon door het conservatieve Weense bourgeoispubliek werden geaccepteerd. De uitwerking maakt het tot een decoratief ensemble dat de naaktheid bijna doet vergeten.
De door de formele ornamentele vormgeving geschapen afstand draagt bovendien bij aan een gevoel van narcistische beleving: Danaë, gevangen in haar halve slaap, verzonken in zichzelf, geeft zichzelf over aan haar orgastisch genot, doch geheel autonoom ten opzichte van de toeschouwer. Ze heeft alleen zichzelf. Elk ander liefdesobject dan het eigen lichaam wordt uitgesloten. Het mannelijke principe wordt beperkt tot het abstracte symbool van de kleine zwarte rechthoek in de goudstroom, als een ornament onder de ornamenten.

## Galerij

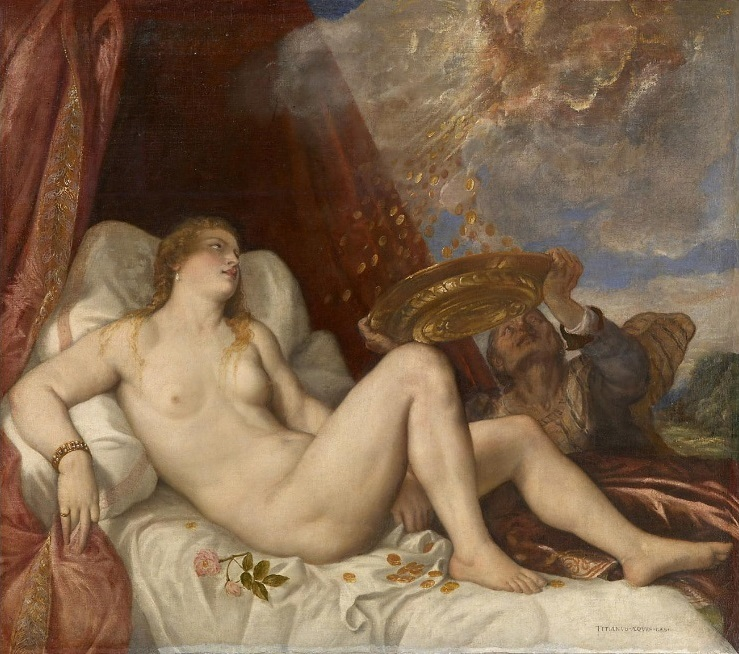
Danae door Titiaan, 1564, Kunsthistorisches Museum
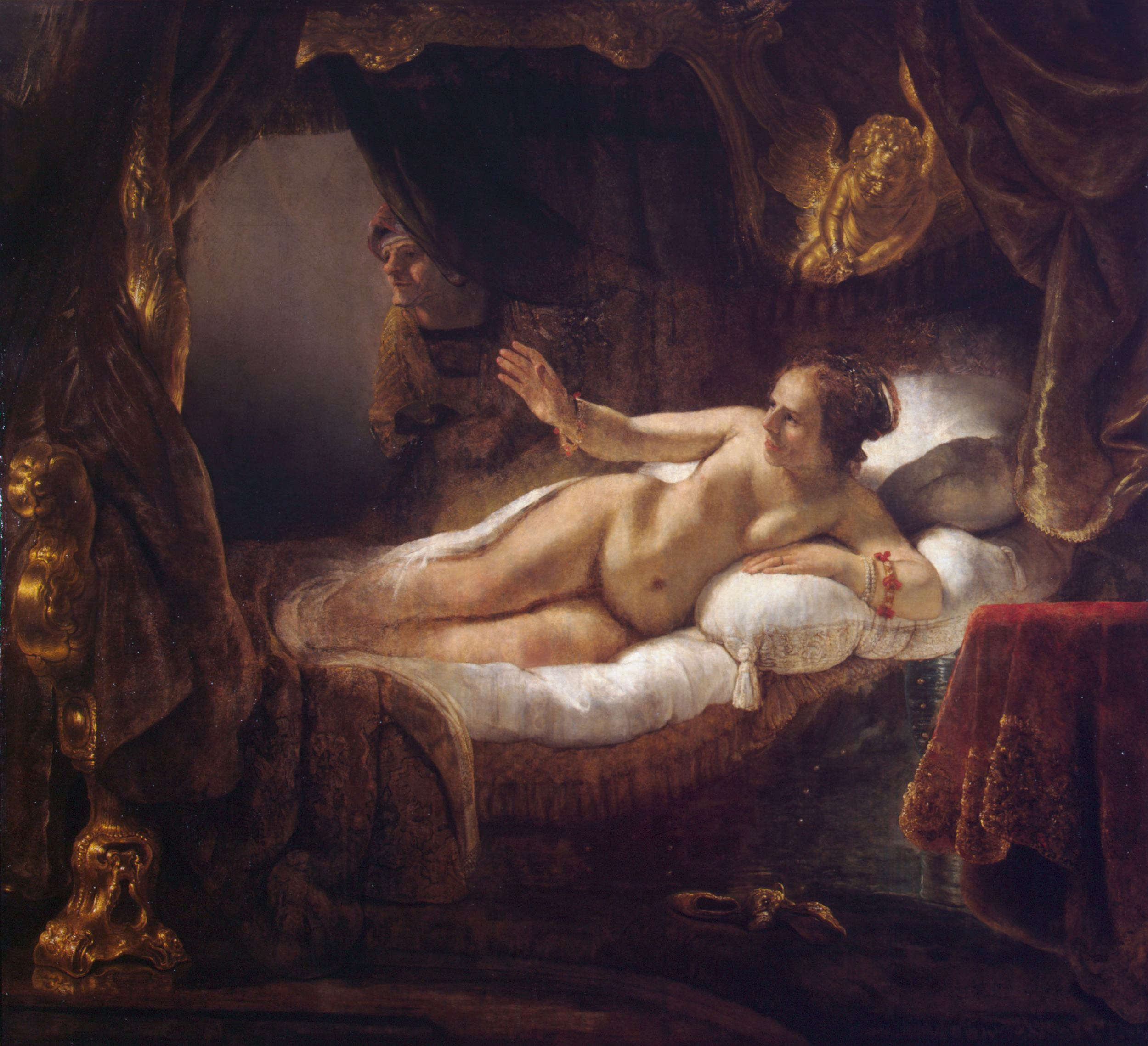
Danaë door Rembrandt, 1636
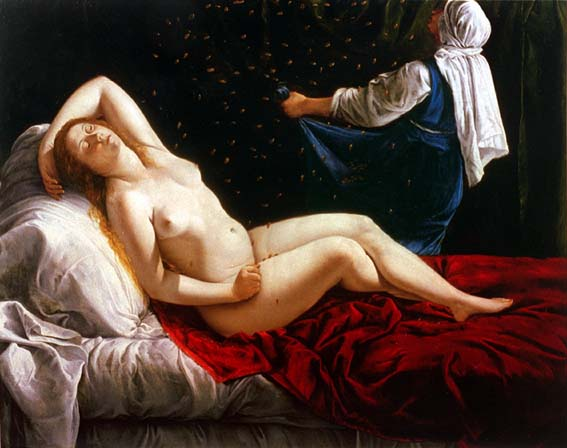
Danaë door Gentileschi, 1612